# Biton habereri
Espèce
Synonymes
- Daesia habereri Kraepelin, 1929

Biton habereri est une espèce de solifuges de la famille des Daesiidae.

## Distribution
Cette espèce est endémique d'Algérie.

## Description
La femelle décrite par Roewer en 1933 mesure 14,5 mm.

## Publication originale
- Kraepelin, 1929  : Skorpione, Pedipalpen und Solifugen der zweiten Deutschen Zentral-Afrika-Expedition 1910-1911. Abhandlungen und Verhandlungen des Naturwissenschaftlichen Vereins zu Hamburg, vol. 22, n. 2, p. 86-91.